# 古田肇
古田肇（1947年9月13日—），是一位日本的政治人物，畢業於東京大學法學部。曾任職通商產業省、外務省，現任岐阜縣知事。

## 荣誉
- 匈牙利功绩骑士十字勋章（匈牙利语：Magyar Érdemrend）（匈牙利，2023年8月20日批准[1]，2023年9月1日于布达佩斯匈牙利议会大厦颁发[2]）

## 外部連結
- 心の炬火 - 古田はじめを育てる会公式ホームページ（页面存档备份，存于） （日語）